# Johan Heurgren
Olof Johan Ragnar Heurgren, född 19 september 1960 i Ljungarums församling, är en svensk filmproducent, fotograf och manusförfattare.
Heurgren producerar dokumentärfilmer, kortfilmer och utbildningsfilm. Som fotograf har han haft flera fotoutställningar.[källa behövs]